# صما البردان
صما البردان قرية أو مدينة تقع إلى الجنوب الشرقي من مدينة السويداء في الجمهورية العربية السورية ويمتد عمرها بالقدم إلى الألف الثاني قبل الميلاد حيث تشهد عليها المباني الرومانية التي ما تزال قائمة إلى يومنا هذا وبها من الأثار الرومانية سبعة قصور تهدم معظم ملامحها وقناطرها الشهيرة التي تستدل عليها عندما تلج ساحتا تجدها من الشرق 
هذه القناطر التي يبلغ ارتفاعها حوالي سبعة امتار عن سطح الأرض وريما أكثر تهتز بسهولة إذا صعد طفل لا يتجاوز العاشرة وقام بتحريكها يمنة ويسارا ولكنها ثابتة قوية مركبة بطريقة فريدة يتداخل الحجر مع بعضه بنسق فريد إضافة إلى ذلك قصورها لسبعة ومجمع المياه الرئيسي الذي كان يغذي القرية أو المملكة على ما يعتقد ومقابرها القديمة شرق القرية وشمالها 
يقطنها سكان من العرب قدموا إليها قبل حوالي 150 سنة هم ال أبو ترابه  ومن بعدهم ال الشوفي وال جمول
وبيوت من عائلات مختلفة لا يتجاوز عددهم اصابع اليد الواحدة. 
يبلغ عدد سكانها المقيمين حوالي 2500 نسمة ولكن من يعيش خارجها يبلغ عددهم ضعف عدد سكانها تقريبا
يعتمد معظم سكانها على الزراعة البعلية وبدأ التطور العمراني يأخذ مكانه بالقرية بسبب سفر معظم الشباب منهم إلى الخارج دول الخليج غالبا وليبيا ولبنان.
على الرغم من عدد السكان القليل إلا أن أهلها يهتمون بالعلم والتعلم ففيهم عدد غير قليل م المهندسين والأطباء وخريجي الجامعات وفيها أيضا مدرسة أبتدائي وإعدادي وثانوي تمتد بيوتها إلى الشرق والغرب والشمال والجنوب باطراد واسع ويفضل أبنائها العودة إليها والبناء فيها والاستقرار 
يعد أهلها من الطبقة الفقيرة إلى المتوسطة مع حالات قليلة ثرية اهتمت الدولة فيها بسبب نشاط سكانها وتمسكهم بأرضهم فأقامت فيها شبكة طرق رئيسية وزراعية وشبكة مياه وصرف صحي وهاتف وكهرباء 
ما يميزها عن بقية القرى ترابطها الاجتماعي القوي والإلفة بين أفرادها والتكافل الاجتماعي الفريد 
ترتبط بعلاقات جيدة مع القرى المجاورة والاختلاط السكاني والتزاوج بينهم وبين القرى المجاورة.